# Larry Scott (Tennisspieler)
Larry Scott (* 21. November 1964 in New York City) ist ein ehemaliger US-amerikanischer Tennisspieler, ehemaliger COO der ATP und ehemaliger Vorsitzender und CEO der WTA.

## Leben
Scott studierte Geschichte an der Harvard University, wo er Kapitän des Tennisteams war und in die Bestenauswahl All-American gewählt wurde. 1987 spielte er sein erstes durchgehendes Jahr als Tennisprofi. Sein bestes Resultat in diesem Jahr und zugleich sein größter Karriereerfolg war der Turniersieg in Newport. Bei seinem einzigen Titel auf der ATP World Tour schlug er an der Seite von Dan Goldie die Doppelpaarung Chip Hooper und Mike Leach. Im selben Jahr stand er mit Grant Connell im Finale der Lorraine Open. Die folgenden Jahre verliefen nicht mehr so erfolgreich; bestes Resultat 1988 waren Viertelfinalteilnahmen in Auckland, Rotterdam, Philadelphia und Schenectady, auch 1989 verlief enttäuschend. 1990 trat er nur noch bei einem Turnier an, wo er im Doppel neben Tommy Ho in der ersten Runde ausschied. Sein letztes Match bestritt er im Juli 1991, als er in der ersten Runde des Challenger-Turniers von New Haven ausschied. Die höchste Notierung in der Tennis-Weltrangliste erreichte er 1987 mit Position 210 im Einzel sowie Position 69 im Doppel.
Sein bestes Einzelergebnis bei einem Grand-Slam-Turnier war das Erreichen der zweiten Runde von Wimbledon. In der Doppelkonkurrenz stand er jeweils in der zweiten Runde von Wimbledon und der US Open. Im Mixed erreichte er 1987 das Achtelfinale von Wimbledon.
Nach dem Ende seiner Profikarriere war Scott zunächst als COO der Association of Tennis Professionals tätig. Zwischen 2003 und 2009 war er Vorsitzender und CEO der Women’s Tennis Association. Danach wurde er Commissioner der Pacific-12 Conference.

## Turniersiege
| Legende                       |
| Grand Slam                    |
| Tennis Masters Cup            |
| ATP Masters Series            |
| ATP International Series Gold |
| ATP International Series (1)  |

### Doppel
| Nr. | Datum | Turnier | Belag | Partner    | Finalgegner            | Ergebnis      |
| --- | ----- | ------- | ----- | ---------- | ---------------------- | ------------- |
| 1.  | 1987  | Newport | Rasen | Dan Goldie | Chip Hooper Mike Leach | 1:6, 6:3, 7:5 |